# Fredrik Wohlfahrt
Carl Thure Fredrik Wohlfahrt, född 18 oktober 1837 i Göteborg, död 28 oktober 1909 i Göteborg, var en svensk målare och tecknare. Han ägnade sig åt genre- och landskapsmåleri i olja och akvarell, oftast i litet format. Mest känd var han för sina tomtenissetavlor som vann stor uppskattning hos den göteborgska konstpubliken.

## Biografi

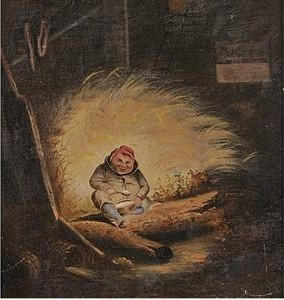
Fredrik Wohlfahrt var mest känd för sina tomtenissetavlor som vann stor uppskattning hos den Göteborgska konstpubliken.

Fredrik Wohlfahrt var son till den Göteborgsbaserade genre- och porträttmålaren Bernhard Wilhelm Wohlfahrt (1812–1863). Han studerade måleri vid Düsseldorfs konstakademi 1856-1858, för Christian Köhler och Karl Müller. Wohlfahrt blev kvar i Düsseldorf till 1871 då han reste hem till Göteborg. sommaren 1873 resten han till Paris för att fortsätta sina studier och han stannade  där till februari 1874. Därefter återvände han till Göteborg och började arbeta som lärare i oljemåleri på Göteborgs musei rit och målarskola, där han verkade till 1885. Bland sina elever hade han bland andra Jenny Nyström. Han hade även privatelever, exempelvis Lotten von Gegerfelt (1834-1915) och hans egen dotter Fredrique Wilhelmina Wohlfahrt (d. 1891). 1885 anslöt han sig till opponenterna och var därefter medlem i Konstnärsförbundet 1886–1896, varefter han uteslöts eftersom han inte deltagit i förbundets utställningar. Wohlfahrt finns representerad vid bland annat Göteborgs konstmuseum och Norrköpings Konstmuseum.